# Svarozjitj

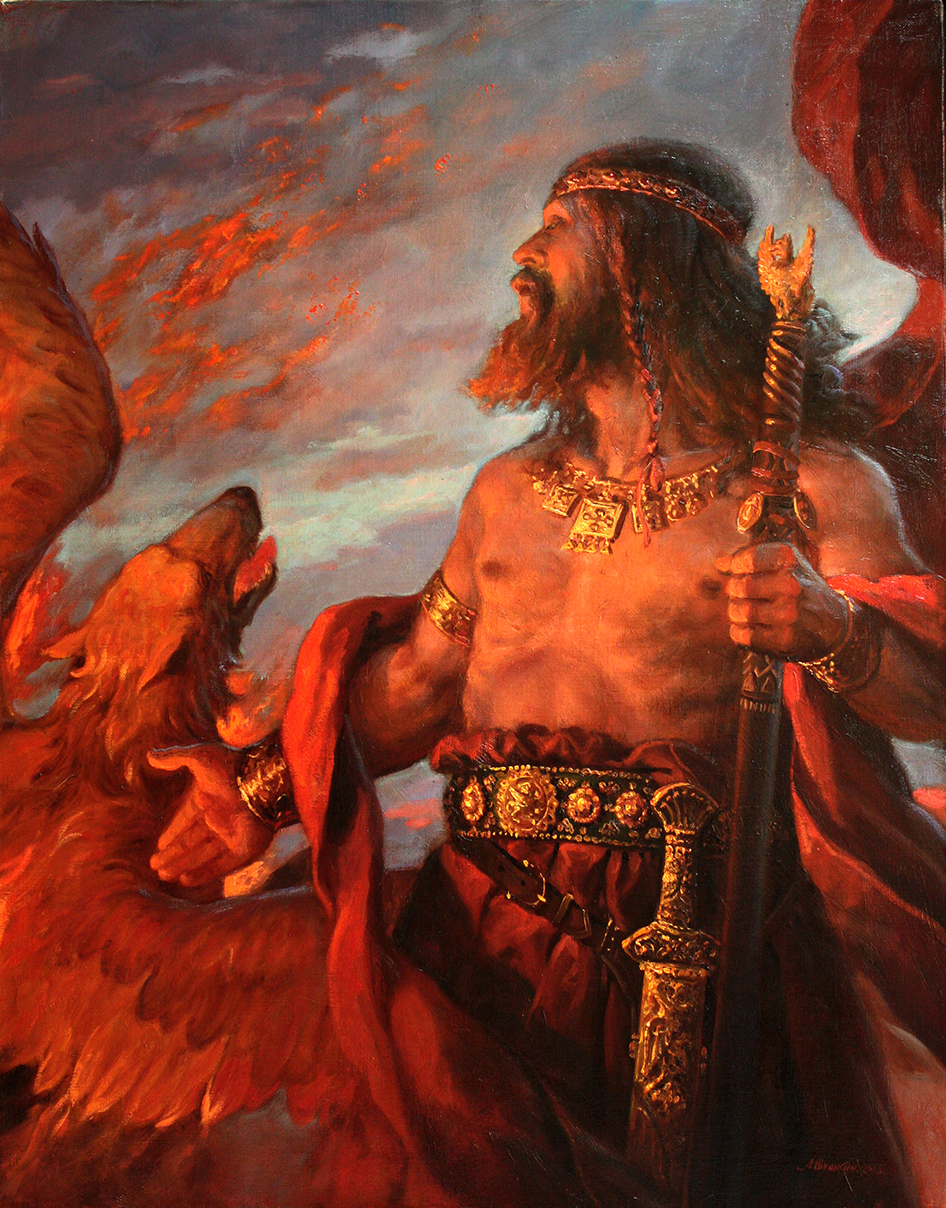
Semargl-Ognebog by Andrey Shishkin

Svarozhits var eldens gud inom slavisk mytologi.
Han var son till Svarog. Han var en av de stora slaviska gudarna som finns bekräftad som dyrkad av alla slaviska folk, men han dyrkan av honom såg något olika ut. Han vördades av polabiska ratarerna som den främsta stamguden och av östslaverna som eldens gud. 
Detta är den enda gudom som tydligt förekommer i källorna som rör både den östslaviska och den polabiska/ västslaviska miljön. Hans koppling till Radegast, en ratarisk gud som nämns i senare källor är oklar. Namnet Svarožič tolkas vanligtvis som " Svarogs son ", varför det ibland identifieras med Dažbog.